# Strešak
Strešak (izvirno srbsko Стрешак) je naselje v Srbiji, ki upravno spada pod Mesto Vranje; slednja pa je del Pčinjskega upravnega okraja.

## Demografija
V naselju živi 115 polnoletnih prebivalcev, pri čemer je njihova povprečna starost 61,5 let (58,8 pri moških in 63,9 pri ženskah). Naselje ima 55 gospodinjstev, pri čemer je povprečno število članov na gospodinjstvo 2,16.
To naselje je, glede na rezultate popisa iz leta 2002, večinoma srbsko, a v času zadnjih treh popisov je opazno zmanjšanje števila prebivalcev.
|  |

| Demografija | Demografija     | Demografija     |
| Leto        | Št. prebivalcev | Št. prebivalcev |
| ----------- | --------------- | --------------- |
|             |                 |                 |
|             |                 |                 |
|             |                 |                 |
|             |                 |                 |
| 1948        | 420             |                 |
| 1953        | 436             |                 |
| 1961        | 463             |                 |
| 1971        | 400             |                 |
| 1981        | 296             |                 |
| 1991        | 174             | 173             |
| 2002        | 126             | 119             |
|             |                 |                 |

| Etnična sestava po popisu iz leta 2002 | Etnična sestava po popisu iz leta 2002 | Etnična sestava po popisu iz leta 2002 | Etnična sestava po popisu iz leta 2002 | Etnična sestava po popisu iz leta 2002 |
| -------------------------------------- | -------------------------------------- | -------------------------------------- | -------------------------------------- | -------------------------------------- |
| Srbi                                   | Srbi                                   |                                        | 118                                    | 99,15%                                 |
| Romuni                                 | Romuni                                 |                                        | 1                                      | 0,84%                                  |
| Neznano                                | Neznano                                |                                        | 0                                      | 0,0%                                   |